# ماسه‌زیر
ماسه‌زیر یا ماسه‌زار (به لاتین: Masazır) یک منطقه مسکونی در جمهوری آذربایجان است که در شهرستان آب‌شوران واقع شده‌است. ماسه‌زیر ۳۲۴۷ نفر جمعیت دارد.